# Bythinella reyniesii
Bythinella reyniesii је пуж из реда Littorinimorpha. 

## Угроженост
Ова врста је наведена као последња брига, јер има широко распрострањење и честа је врста.

## Распрострањење
Ареал врсте је ограничен на мањи број држава. 
Присутна је у следећим државама: Француска, Андора и Аустрија.

## Станиште
Станиште врсте су слатководна подручја. 